# Arboricid
Arboricidy jsou chemické přípravky - herbicidy (pesticidy) určené primárně k hubení dřevin, tj. keřů a stromů. Řada přípravků pochopitelně současně působí jak na dřeviny tak i na jednoděložné nebo dvouděložné byliny. Jiné naopak působí selektivně (při hubení nežádoucí vegetace nepoškozují cílové dřeviny).

## Využití
Arboricidy se používají zejména:
- na nežádoucí vegetaci konkurující sazenicím dřevin v lesních školkách
- pro přípravu stanoviště před výsadbou nebo vysemeněním cílových dřevin
- po výsadbě sazenic v založených lesních kulturách proti konkurující nežádoucí vegetaci (keře, bříza, jeřáb, osika...). Lze tak ušetřit náklady na jinak nezbytné vyžínání od výsadby až po zajištění nového porostu [1] (tzv. zajištění je stádium, kdy založený nebo obnovený porost odroste buřeni a okusu zvěří).
- k chemickým prořezávkám a probírkám - chemickou likvidací zasažených dřevin se nahrazuje pracnější mechanická likvidace konkurujících jedinců a prořeďuje se tak příliš hustý porost s cílem zlepšit vitalitu a stabilitu ponechaných stromů. K aplikaci se používají speciální aplikační sekyry.
- pro likvidaci nežádoucích výmladků - chemicky je ihned po mechanické likvidaci (ustřižení, uříznutí) ošetřen pařez aby nedošlo k regeneraci nežádoucí dřeviny

## Typy přípravků
V praxi se užívají např. preparáty na bázi:
- Triclopyru (Triclopyr-2-butoxyethyl-ester) např. Garlon [2]
- Glyfosátu (Izopropylaminová sůl glyfosátu) široká škála přípravků, např. Roundup, Touchdown, Glyfogan…[3]
- Oxazinů (triazinu) např. Velpar

dion)
- Imidazolinu (imazapyru) např. Arsenal